# Senorbì
Senorbì é uma comuna italiana da região da Sardenha, na província da Sardenha do Sul, com  cerca de 4.420 habitantes. Estende-se por uma área de 34 km², tendo uma densidade populacional de 130 hab/km². Faz fronteira com Ortacesus, San Basilio, Sant'Andrea Frius, Selegas, Siurgus Donigala, Suelli.

## Demografia
| Variação demográfica do município entre 1861 e 2011                               |
|                                                                                   |
| Fonte: Istituto Nazionale di Statistica (ISTAT) - Elaboração gráfica da Wikipedia |